# Костенеево
Костенеево (тат. Кәстәнәй) — село в Елабужском районе Татарстана, Россия. Центр Костенеевского сельского поселения.
В селе имеется церковь Иоанна Предтечи, построенная в 1722 году.

## История
Впервые упоминается в 1680 году. До 1920 года село было центром Козыльской волости Елабужского уезда Вятской губернии. В 1920—1921 годах входило в Вотскую АО, а затем в Елабужский и Челнинский кантоны Татарской АССР. В 1930 году село входило в Елабужский район. С февраля по июнь 1944 года было центром Костенеевского района, затем райцентр был перенесён в село Морты и район переименован в Мортовский район, а после его упразднения в 1954 году — снова входит в Елабужский район.

## Население
| 1859 | 1887  | 1905  | 1920  | 1926  | 1938 | 1949 |
| ---- | ----- | ----- | ----- | ----- | ---- | ---- |
| 1230 | ↗1516 | ↘1415 | ↘1170 | ↘1160 | ↘844 | ↘534 |
| 1958 | 1970  | 1979  | 1989  | 2002  |      |      |
| ↘411 | ↘352  | ↗454  | ↗483  | ↗533  |      |      |